# 1961-es Formula–1 Solitude nagydíj
Az 1961-es Solitude Nagydíj egy, a világbajnokság végkimenetelébe be nem számító verseny volt az 1961-es Formula–1 világbajnokságon. A versenyt a brit Innes Ireland nyerte.

## Végeredmény
| Poz. | Versenyző               | Csapat                     | Konstruktőr          | Idő/Kiesés oka       | Rajtrács |
| ---- | ----------------------- | -------------------------- | -------------------- | -------------------- | -------- |
| 1    | Innes Ireland           | Team Lotus                 | Lotus-Climax         | 1.41:04.6            | 4        |
| 2    | Jo Bonnier              | Porsche System Engineering | Porsche              | + 0.1 s              | 1        |
| 3    | Dan Gurney              | Porsche System Engineering | Porsche              | + 0.3 s              | 2        |
| 4    | Bruce McLaren           | Cooper Car Company         | Cooper-Climax        | + 17.9 s             | 3        |
| 5    | Jack Brabham            | Cooper Car Company         | Cooper-Climax        | + 47.6 s             | 8        |
| 6    | Hans Herrmann           | Porsche System Engineering | Porsche              | + 1:01.5 s           | 6        |
| 7    | Jim Clark               | Team Lotus                 | Lotus-Climax         | + 1:27.9 s           | 7        |
| 8    | Edgar Barth             | Porsche System Engineering | Porsche              | + 3:27.3             | 10       |
| 9    | Trevor Taylor           | Team Lotus                 | Lotus-Climax         | + 4:22.0 s           | 9        |
| Ki   | Stirling Moss           | UDT Laystall Racing Team   | Lotus-Climax         | Gearbox              | 5        |
| Ki   | Maurice Trintignant     | Scuderia Serenissima       | Cooper-Maserati      | Motor                | 15       |
| Ki   | Roberto Bussinello      | Scuderia Serenissima       | De Tomaso-Alfa Romeo | Motor                | 16       |
| Ki   | Wolfgang Seidel         | Scuderia Colonia           | Lotus-Climax         | Kormány              | 14       |
| Ki   | Mike Spence             | Emeryson Cars              | Emeryson-Climax      | Gearbox              | 11       |
| Ki   | Carel Godin de Beaufort | Ecurie Maarsbergen         | Porsche              | Motor                | 13       |
| Ki   | Piero Monteverdi        | Piero Monteverdi           | MBM-Porsche          | Motor                | 17       |
| Ki   | Michael May             | Scuderia Colonia           | Lotus-Climax         | Baleset              | 12       |
| NI   | Lloyd Casner            | Camoradi International     | Lotus-Climax         | Motorhiba az edzésen | -        |
| NI   | Peter Arundell          | Team Lotus                 | Lotus-Climax         | Csak edzés           | -        |
| VL   | Wolfgang von Trips      | SEFAC Ferrari              | Ferrari              |                      | -        |
| VL   | Phil Hill               | SEFAC Ferrari              | Ferrari              |                      | -        |
| VL   | Olivier Gendebien       | Equipe Nationale Belge     | Emeryson-Maserati    |                      | -        |
| VL   | Willy Mairesse          | Equipe Nationale Belge     | Emeryson-Maserati    |                      | -        |